# アントニア山
アントニア山（ポルトガル語、Pico da Antónia）とは、アフリカ大陸のすぐ西の大西洋上に位置する、サンティアゴ島の中央部に存在する山の1つである。

## 地理

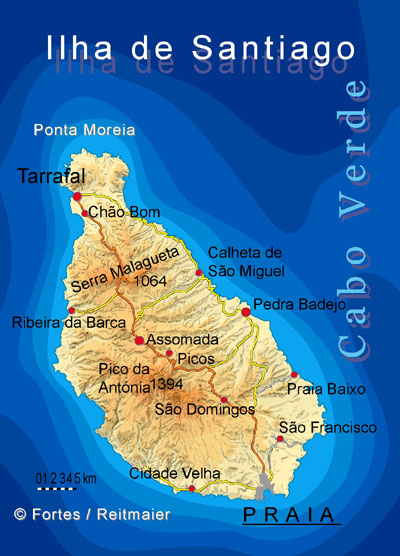
サンティアゴ島の全島地図。島の中央の少し南寄りにPico da Antóniaと書かれている場所がアントニア山である。

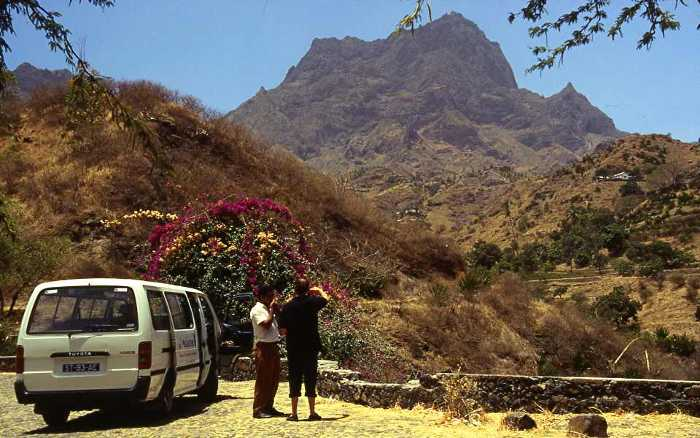
1994年4月に撮影されたアントニア山。

アントニア山は、おおよそ北緯15度3分、西経23度39分付近に位置しており、ここはカーボベルデに属している

。
この山は、かつて成層火山として形成された山だと考えられているものの、現在は火山活動は見られない。山頂の標高は約1394 mであり

、サンティアゴ島における最高峰である

。
ちなみに、サンティアゴ島内で2番目に高い山はマラゲタ山であり、アントニア山からは直線距離で約15.7 km離れている

。
アントニア山には、何本もの道が作られているものの、2001年現在、山頂へと続く道は作られておらず、いずれの道を使っても山腹までしか行くことができない

。